# Transrapid

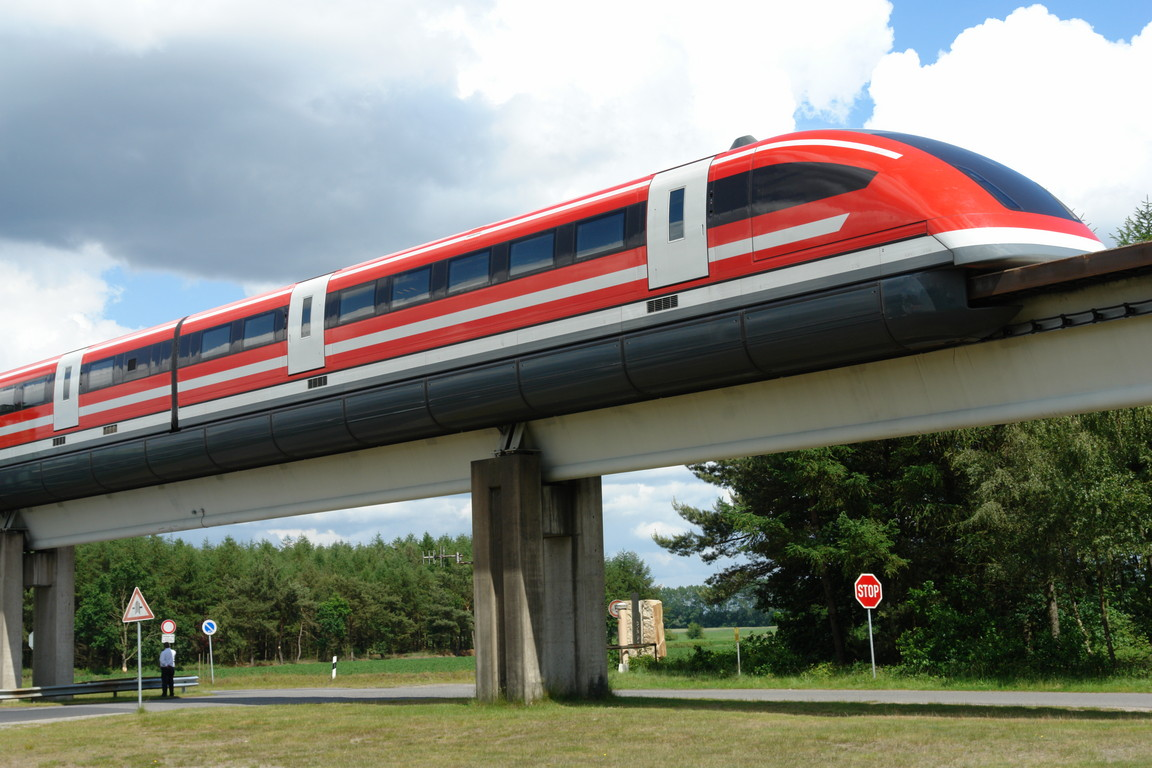
Transrapid 09 vid testbanan i Landkreis Emsland.

Transrapid är ett tyskkonstruerat höghastighetståg som svävar genom att använda magnetisk levitation (se maglev) istället för klassiska stålhjul på stålräls. Systemet är utvecklat av ett konsortium under ledning av företagen Siemens AG och ThyssenKrupp AG. Systemet är baserat på ett patent från 1934, planering för det första Transrapid-systemet började under 1969. En testbana för systemet, Transrapid-Versuchsanlage Emsland, i Landkreis Emsland i norra Tyskland, färdigställdes 1987. År 1991 var systemet tekniskt redo för användning och godkändes av den tyska statsjärnvägen (Deutsche Bundesbahn) i samarbete med välrenommerade universitet.
Dess nuvarande tillämpning-färdiga versionen, Transrapid 09, är konstruerad för max-farten 500 km/h och ger acceleration och retardation på cirka 1 m/s2.
År 2004 färdigställdes den första kommersiella tillämpningen av systemet. Den kinesiska banan Shanghai Maglev Train ansluter tunnelbanenätet till Shanghai Pudong International Airport via en 30,5 km lång bana. Transrapids system har ännu inte tagits i bruk på en långdistanslinje, men en anslutning till Hangzhou börjar byggas 2010 och är klar 2014.
Transrapid teknik kräver en högre investeringskostnad är dyrare per mil att bygga än konventionella tågsystem,, men använder mindre energi under drift, och har betydligt lägre underhållskostnader.

## Teknik

### Levitation
Maglev har inget löpverk (d.v.s. inga hjul eller axlar) samt heller ingen mekanisk transmission (växellådor) eller konventionella strömavtagare. Tågen rullar inte, utan svävar mellan två ytor, bestående av linjära kedjor av elektromagnetiska spolar - en sida i fordonet, den andra på banan - som fungerar som en magnetisk dipol. Elektroniska system för att mäta avståndet 100 000 gånger per sekund ser till att det fria utrymmet mellan spolar monterade på undersidan av banan och den magnetiska delen av fordonet som omsluter banans kanter förblir konstant (nominellt 10 mm).
När fordonet svävar (leviterar) finns det cirka 15 centimeters utrymme mellan banans yta och tåget. Transrapid kräver mindre effekt för att sväva än den behöver för att köra sitt luftkonditioneringssystem. Levitationssystemet och all elutrustning ombord får ström från Harmonisk oscillatorer av magnetfält från spårets stator (dessa svängningar är parasiter inte kan användas för framdrivning) vid hastigheter över 80 km/h, men vid lägre hastighet erhålls ström genom fysiska anslutningarna till banan upp till version TR08, ny strömöverföringar utvecklats för TR09 så att tågsätten inte längre behöver fysisk kontakt i alla hastigheter. I händelse av strömavbrott i spårets framdrivningssystem, kan Transrapids tåg använda batterier ombord för att driva levitationssystemet.

### Vagnar och dess kapacitet
Maglev-tåget består av minst två och maximalt nio personvagnar. Varje vagn är 24,8 meter lång (mellanvagn) eller 25,5 alt 27,0 meter (änd-/manövervagn). Vagnkorgen är 370 cm bred (amerikanska snabbtåg har korgbredden 316 alt 320 cm), vilket gör att man kan ha 3 + 2 säten i bredd i andra klass (amerikanska andra klass har 2 + 2 säten i bredd). Totalt innebär det 126 platser (endast 80 vid amerikansk standard) i en mellanvagn eller 92 platser i en manövervagn. Varje mellanvagn har en tomvikt på 53 ton (tungt).
Jämfört med ett ICE-tåg av första generationen så innebär det nästan dubbelt så många säten i varje Maglev-vagn, vilket dock inverkar negativt på sittkomforten. ICE har en praktisk topphastighet på 300 km/h medan Maglev har 500 km/h. Tvärsnittet för ICE ligger kring 11 kvadratmeter, medan Maglev har hela 15 kvadratmeter.

### Framdrift
Transrapids drivsystem består av en s.k. linjär motor som är monterad såväl i tågsätt som bana. Linjär- motorn används för både framdrivning och bromsning. Den fungerar som en roterande elektrisk motor vars stator är utsträckt längs undersidan av banan, så att istället för att producera ett vridmoment (rotation) ger den en linjär kraft längs dess längd.
Elektromagneterna i fordonet lyfter detta. Eftersom det magnetiska fältet bara rör sig i en riktning, skulle det om det fanns flera tåg på banavsnittet göra att tågen färdas i samma riktning, vilket gör kollisioner mellan tåg i rörelse mindre troligt.

### Energiförbrukning
Det totala, maximala effektbehovet för tåget är cirka 50-100 kW per vagn för levitation och framdrift, samt styrning och övervakning.
Luftmotståndskoefficienten för Transrapid är ca 0,26 (dimensionslöst, källa  okänd, liksom okänd tåglängd). Luftmotståndet för tåget, som har ett tvärsnitt av 16 m², ger en effektförbrukning vid 400 km/h, ges av följande formel:[källa behövs]
{\displaystyle P=c_{w}\cdot A_{\rm {Front}}\cdot v^{3}\cdot ({\mbox{densiteten för omgivande luft}})/2}
{\displaystyle {\begin{matrix}P&=&0{.}26\cdot 16\,\mathrm {m} ^{2}\cdot (111\,\mathrm {m} /\mathrm {s} )^{3}\cdot 1{.}24\,\mathrm {kg} /\mathrm {m} ^{3}/2\\P&=&3{.}53\cdot 10^{6}\,\mathrm {kg} \cdot \mathrm {m} ^{2}/\mathrm {s} ^{3}=3{.}53\cdot 10^{6}\,\mathrm {N} \cdot \mathrm {m} /\mathrm {s} =3{.}53\,\mathrm {MW} \end{matrix}}}
Effektförbrukningen kan jämföras med andra höghastighetståg . Energiförbrukningen för levitation och styrning motsvarar ca 1,7 kW/ton. Eftersom elenergin kan återvinnas vid inbromsning, kan energi matas tillbaka till elnätet vid bromsning. Ett undantag från detta är när ett nödstopp utförs med hjälp av medar för nödlandning under fordonet, även om denna metod att bromsa fordonet endast är avsedd som en sista utväg om det skulle vara omöjligt eller ej önskvärt att hålla fordonet svävande med back-up batterier för ett naturligt stopp.
Kommentar: Formeln anger inte längden av tåget, således anges endast effekten för tvärsnittsytan. Siffran säger med andra ord inte så mycket... Bättre underlag behövs.

### Fördelar och nackdelar med Transrapids maglev.
Jämfört med klassiska tåglinjer möjliggör Transrapid större hastigheter, större lutningar och ännu lägre energiförbrukning och underhållsbehov. Transrapids banor är mer flexibla med mindre kurvradier vilket gör det lättare att anpassa till geografi än klassiska tågsystem. Gods är i dagsläget begränsat till 15 ton per sektion. Transrapid tillåter maximala hastigheter på 550 km/h vilket är mellan konventionella höghastighetståg (200–320 km/h) och flygplan (720–990 km/h). Magnetfältsgeneratorn, en viktig del av motorn som är en del av banan, begränsar systemkapaciteten.

## Transrapid i Shanghai

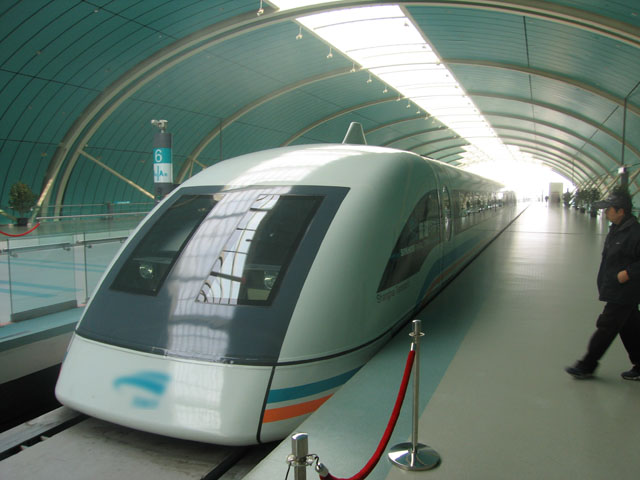
Transrapid

2001 fick konsortiet i uppdrag att bygga en linje för Transrapid i Shanghai. Sträckan är 30 km lång och sammanbinder flygplatsen Pudong med finansdistriktet Lujiazui i staden. Den invigdes med VIP-turer den 31 december 2002 och full kommersiell drift 1 januari 2004. Det tar 7 minuter och 20 sekunder att åka de 30 kilometerna från flygplatsen till Shanghai och tåget toppar då ca 431 km/h.
Ett beslut om en förlängning till Hangzhou är fattat och 2010 kommer bygget att påbörjas och beräknas vara klart 2014 till en kostnad av 22 miljarder yuan. De 200 kilometerna kommer att kräva cirka 30 minuter med en högsta hastighet på 450 km/h.

## Transrapid i München
Den 24 september 2007 togs ett beslut (mellan delstaten Bayern, tyska statsjärnvägen, DB och Transrapidkonsortiet) att bygga en magnetbana från München centralstation till Münchens "nya" flygplats. Projektets pris uppskattades vid tidpunkten 2007 till 1,85 miljarder euro för den 37 km långa tåglinjen eller cirka 18,5 mrd kronor (= 5,0 mrd kr per mil dubbelspår). Samtidig påpekade Günther Beckstein, som var Bayerns ministerpresident vid den tiden, att delstaten avslutar samarbetet om kostnaderna för delstaten skulle stiga ytterligare. I mars 2008 publicerades en ny uppskattning där utgifterna hade ökat till minst 3 miljarder euro (= 30 mrd kronor eller 8,1 mrd kr per mil dubbelspår). Under ett krismöte med alla inblandade togs beslutet att inte fortsätta projektet.

## Transrapid mellan Berlin-Hamburg
En omstridd och ännu inte påbörjad linje planerades mellan Hamburg och Berlin (300 km). Målet var länge att börja trafikera sträckan 2005, men de folkvalda valde tidigt av kostnadsskäl att stoppa projektet. Högsta hastighet planerades bli antingen 500 eller 550 km/h, och sträckan Hamburg-Berlin skulle ha trafikerats på en knapp timme (d.v.s. snitthastigheten 300 km/h).

## Transrapidolyckan i Lathen
Projektets allvarligaste bakslag ägde rum den 22 september 2006, då en svår olycka med 23 dödsoffer inträffade på provanläggningen i Emsland.
Under en provtur med passagerare kolliderar tågsättet med ett servicefordon som befinner sig ute på teststräckan för att plocka skräp från spåret.